# ممشقة عزلاء
ممشقة عزلاء (الاسم العلمي: Dipsacus inermis) هو نوع من النباتات يتبع جنس الممشقة من الفصيلة المعزية الورق.